# A. V. Rockwell

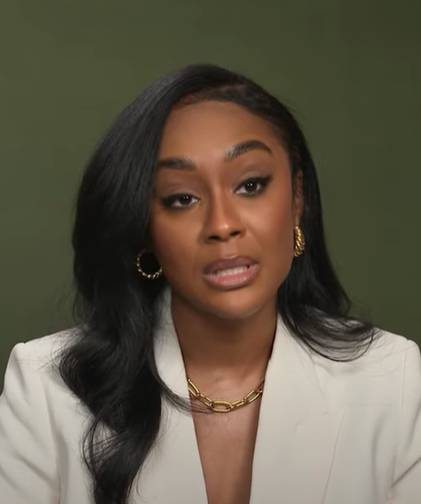
A. V. Rockwell (2023)

A. V. Rockwell (eigentlich Alina Victoria Rockwell; * in New York City) ist eine US-amerikanische Filmproduzentin, Drehbuchautorin und Filmregisseurin. Sie konzentriert sich bei ihrer Arbeit auf ihre Geburtsstadt.

## Leben
A.V. Rockwell wurde im New Yorker Stadtbezirk Queens geboren und wuchs hier auf. Ihre Familie stammt aus Jamaika, ihre Mutter ist halb Inderin. Sie ist das jüngste Kind und hat noch vier Schwestern und einen Bruder. Nach dem Besuch von Grundschulen in Bayside, die überwiegend von weißen Kindern besucht wurden, besuchte sie die Brooklyn Technical High School und schrieb in dieser Zeit eine Reihe von Theaterstücken. Später besuchte sie die Tisch School of the Arts der New York University, ging im zweiten Jahr ihres Studiums im Rahmen eines Auslandssemesters nach Paris und machte ihren Bachelorabschluss in Film- und Fernsehwissenschaften. Sie durchlief auch das Writers’ Lab und das Directors’ Lab des Sundance Institute.
In ihrem Kurzfilm The Gospel porträtierte sie in Schwarzweiß die in New York an ihrem sechsten Studioalbum arbeitende Alicia Keys. Ihr Kurzfilm Feathers wurde im September 2018 beim Toronto International Film Festival erstmals gezeigt. Der Film wurde von Searchlight Pictures erworben und qualifizierte sich für die Oscars. In dem Film muss ein Neuling an der Edward R. Mill School for Boys die Schikanen seiner Altersgenossen ertragen, obwohl eigentlich alle Jungen von der Gesellschaft ausgestoßen sind. Ihr Spot Bumble – The Ball Is In Her Court für das als App agierende Soziale-Frauen-Netzwerk Bumble, in dem Serena Williams zu sehen ist, die sich der Kampagne anschloss, wurde erstmals anlässlich des Weltfrauentags 2019 beim Super Bowl gezeigt. Ebenfalls im Jahr 2019 wurde Rockwell vom Filmmaker Magazine zu einem der „25 New Faces of Independent Film“ gekürt.
Rockwells Spielfilmdebüt A Thousand and One mit R&B-Sängerin und Schauspielerin Teyana Taylor in der Hauptrolle feierte im Januar 2023 beim Sundance Film Festival seine Premiere und kam im März 2023 in die US-Kinos. In dem Film porträtiert Rockwell eine in New York lebende Frau über 11 Jahre hinweg, die, aus dem Gefängnis entlassen, ihren vermeintlichen Sohn am Rande der Legalität im sich schnell gentrifizierenden Stadtteil Brooklyn großzieht.
Im Sommer 2024 wurde sie Mitglied der Academy of Motion Picture Arts and Sciences. Rockwell lebt in Brooklyn.

## Filmografie
- 2012: Heist (Kurzfilm, Regie)
- 2012: Gotham Fucking City (Kurzfilm, Regie)
- 2012: The Dreamer (Kurzfilm, Regie und Drehbuch)
- 2012: Trey (Interlude) (Kurzfilm, Regie)
- 2012: El Train (Kurzfilm, Regie)
- 2012: A City of Children (Kurzfilm, Regie)
- 2013: Open City: Kids (Kurzfilm, Regie und Drehbuch)
- 2013: Too Much Cendi (Skit) (Kurzfilm, Regie)
- 2014: B.L.B. (Bad Little Boy) (Kurzfilm, Regie und Drehbuch)
- 2014: Indigo’s Smile (Interlude) (Kurzfilm, Regie)
- 2016: The Gospel (Kurzfilm, Regie und Drehbuch)
- 2018: Feathers (Kurzfilm, Regie und Drehbuch)
- 2023: A Thousand and One (Regie und Drehbuch)

## Auszeichnungen
Black Film Critics Circle Award
- 2023: Auszeichnung als Bester Newcomer mit dem Rising Stat Award[15]

Black Reel Award
- 2024: Nominierung für die Beste Regie (A Thousand and One)
- 2024: Nominierung für das Beste Drehbuch (A Thousand and One)
- 2024: Auszeichnung für den Besten Independent-Film (A Thousand and One)
- 2024: Nominierung für die Beste Nachwuchsregie (A Thousand and One)
- 2024: Nominierung für das Beste Debütdrehbuch (A Thousand and One)[16][17]

Directors Guild of America Award
- 2024: Nominierung als Bester Debütfilm (A Thousand and One)[18]

Gotham Award
- 2023: Auszeichnung für die Beste Nachwuchsregie (A Thousand and One)

Independent Spirit Award
- 2024: Auszeichnung für den Besten Debütfilm (A Thousand and One)

Sundance Film Festival
- 2023: Auszeichnung mit dem Grand Jury Prize im U.S. Dramatic Competition (A Thousand and One)[19]